# Trsátko

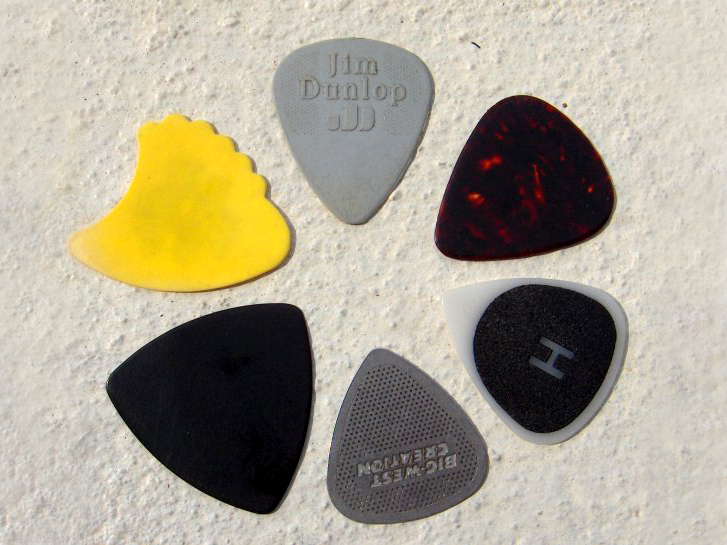
Trsátka z různých materiálů

Trsátko (plektrum, plectrum) je malý kousek většinou umělé hmoty nejčastěji zaobleného trojúhelníkového tvaru (často se používá i palcové trsátko, které je podobné prstenu). Používá se při hře na drnkací strunné nástroje, zejména na kytaru či mandolínu. Hráč je při hře drží mezi palcem a ukazováčkem a přejíždí jím po strunách. Trsátka mají různou tloušťku, která se vybírá podle stylu hraní a nástroje. Tloušťka běžně používaných trsátek je různá, od velmi tenkých až do jednoho milimetru, liší se i tvrdost trsátka. Při kytarové hře picking se používají i trsátka tlustá až 3 mm. Tloušťka a tvrdost trsátka ovlivňuje výsledný zvuk nástroje. Mezi známé výrobce patří např. Jim Dunlop USA, Fender, Gibson nebo George Dennis.